# Schloß Hubertus (film 1934)
Schloß Hubertus è un film del 1934 diretto da Hans Deppe.

## Produzione
Il film fu prodotto dalla Dialog-Film per l'Universum Film (UFA). Venne girato in Austria, in Carinzia a Kreuzeck e in Germania, a Oytal, in Baviera.

## Distribuzione
Distribuito dalla Kopp-Filmverleih, uscì nelle sale cinematografiche tedesche e austriache nel 1934. In Germania, il film presentato il 27 luglio, negli Stati Uniti l'8 febbraio 1935, distribuito dall'Ufa Film Company con il titolo internazionale Hubertus Castle.